# 夕日浦木津溫泉站
夕日浦木津温泉站（日语：／ Yūhigaura-kitsu-onsen eki */?）是位於京都府京丹後市網野町木津，WILLER TRAINS（京都丹後鐵道）的宮豐線（愛稱為宮津線）車站。車站編號為T21。
在2014年，經過京丹後市的「站之愛稱選定委員會」公開招募後，決定把愛稱定為「橘之里 夕日浦站」。

## 概要
在日本國有鐵道（國鐵）和西日本旅客鐵道（JR西日本）時代，此站名為丹後木津站（日语：／），北近畿丹後鐵道時代，此站名為木津溫泉站（日语：／），在WILLER TRAINS接管後，此站名為夕日浦木津溫泉站。
從前，此站只有普通列車停站。在夏季海灘季節與冬季松葉蟹季節外，特急和部分快速均通過此站。在2007年（平成19年）3月18日時間表修正起，所有列車毎日均停此站。

## 歷史
- 1931年（昭和6年）5月25日 - 國有鉄道宮津線網野站至此站之間開通，此站啟用。當時車站名稱為丹後木津站[1]。
- 1932年（昭和7年）8月10日 - 此站至久美濱站之間開通。舞鶴站（現時：西舞鶴站）至豐岡站之間全線開通[1]。
- 1972年（昭和47年）3月15日 - 車站名稱的平假名改為。
- 1987年（昭和62年）4月1日：伴隨國鐵分割民營化，車站由西日本旅客鐵道（JR西日本）營運[1]。
- 1990年（平成2年）4月1日：宮津線由北近畿丹後鐵道接管，成為北近畿丹後鐵道車站。另外，車站名稱改為木津溫泉站[1]。
- 2015年（平成27年）4月1日：由WILLER TRAINS接管車站，成為京都丹後鐵道宮豐線車站。另外，車站名稱改為夕日浦木津溫泉站。

## 車站構造
車站是一座地面車站，設有1面1線單式月台，豐岡方向的列車會開啟右邊車門。前往豐岡方向和宮津方向的列車使用同一月台。由於車站沒有轉轍器和絶對信號機，因此被定義為停留所。此站曾經設有列車交會設施，當時車站設有相對式月台，現時這設施已經撒走。雖然車站大樓經過翻新，但是大樓仍然是一座日式建築物。
在2007年（平成19年）4月1日，車站月台上的足湯「白鷺之湯」開始使用。使用原泉，於早上9時至下午5時可以免費使用。但是，非鐵路使用者如需進入足湯，需要購買入場票。
此站是丹鐵線內15個有人車站之一。此站委托了京丹後市負責車站業務，為簡易委託車站。在早上和晚上沒有車站職員當值。與其他京都丹後鐵道主要車站相同，可在此站購買硬身車票，包括車票、自由席特急票和入場票。截至2014年（平成26年），此站沒有使用日期印。

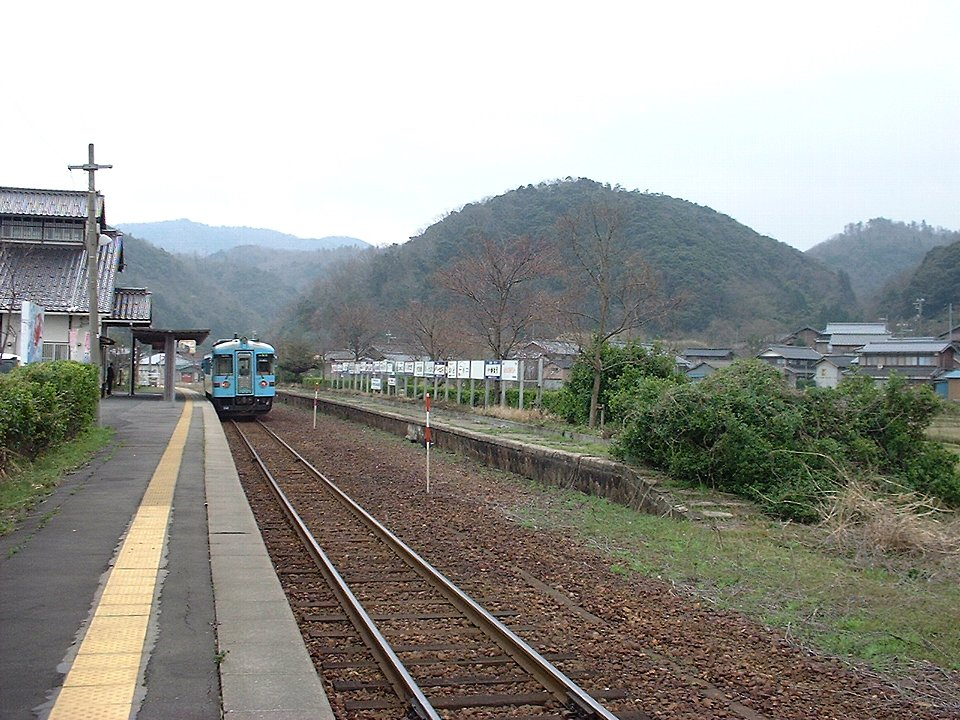
站內
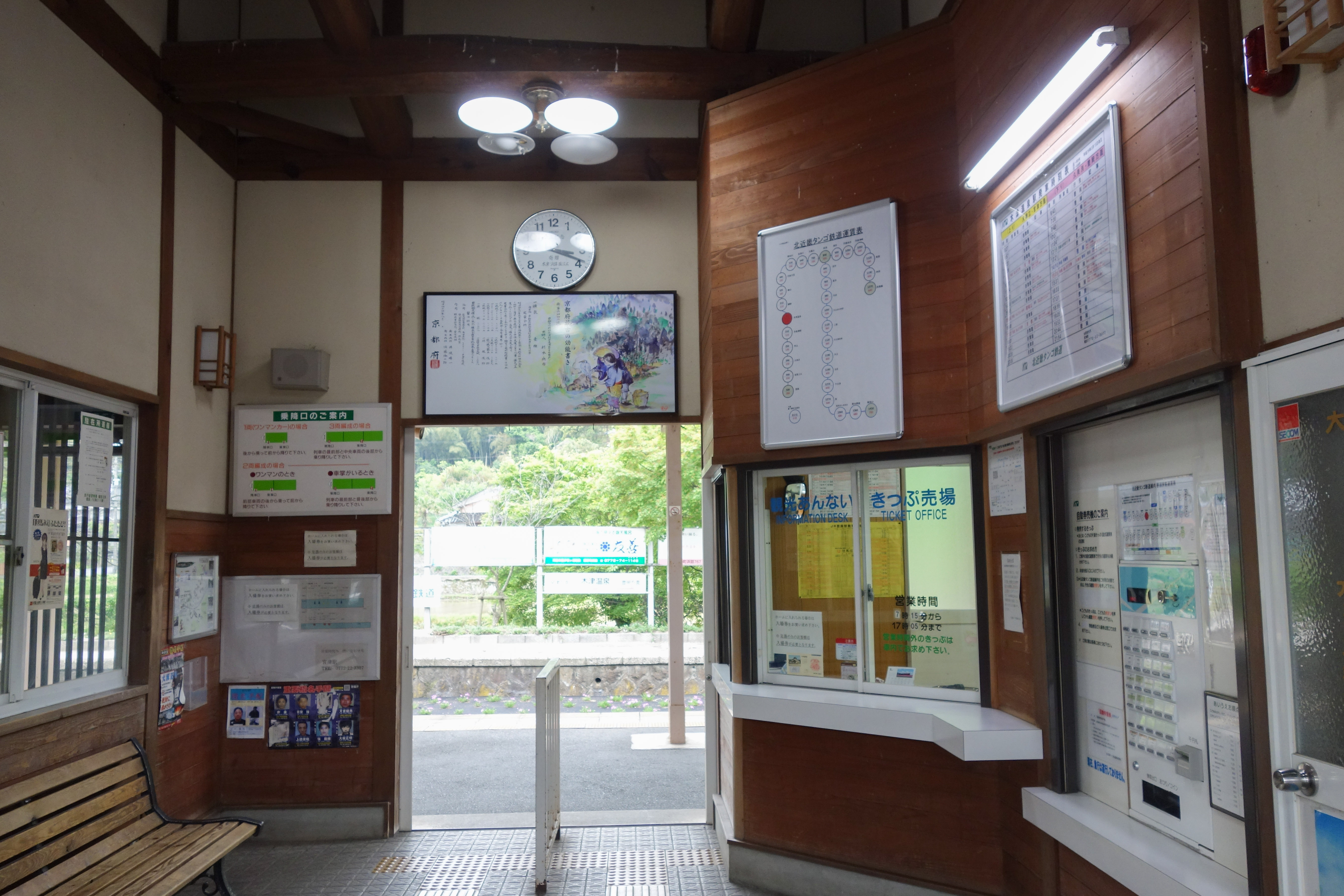
車站大樓內
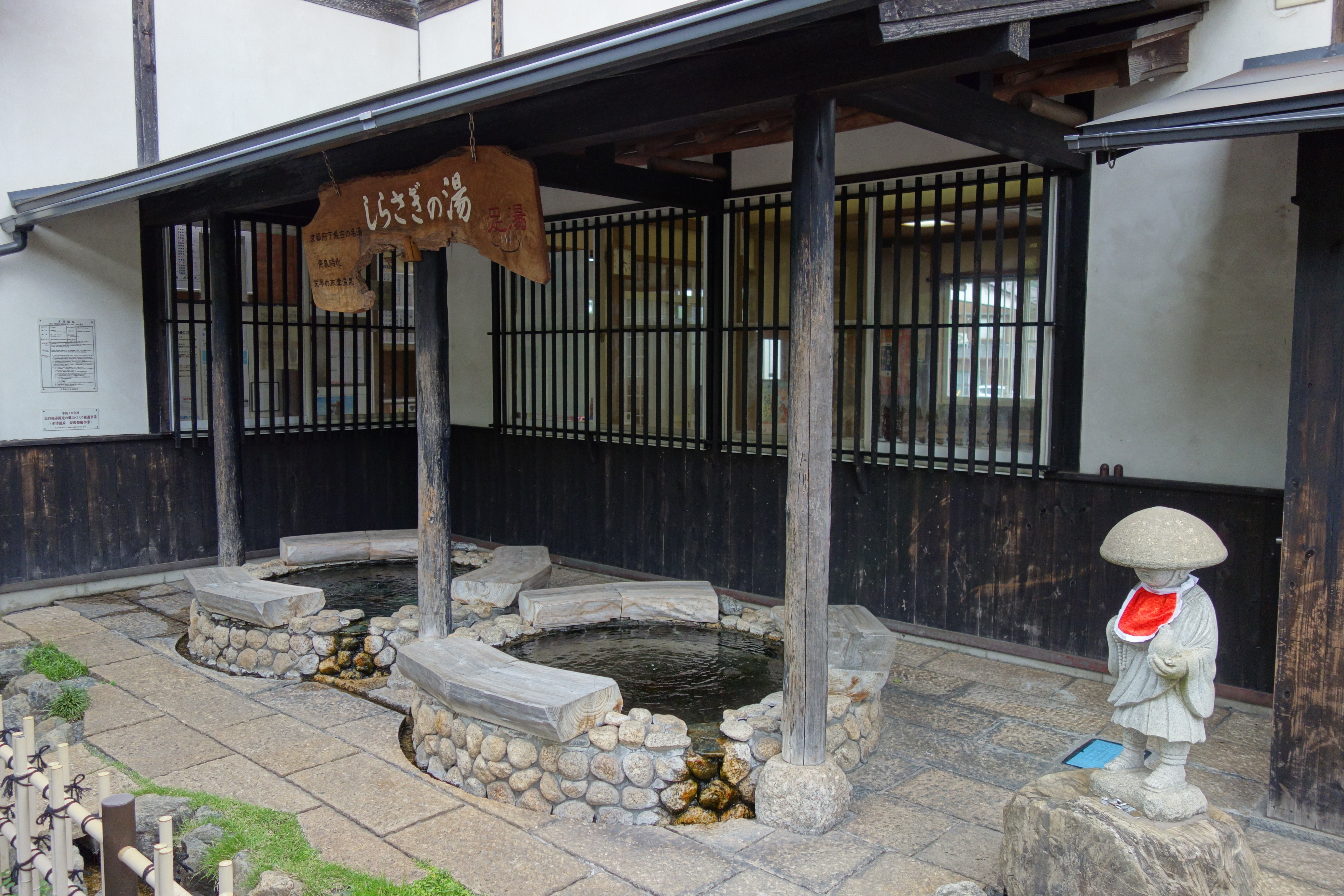
白鷺之湯（足湯）
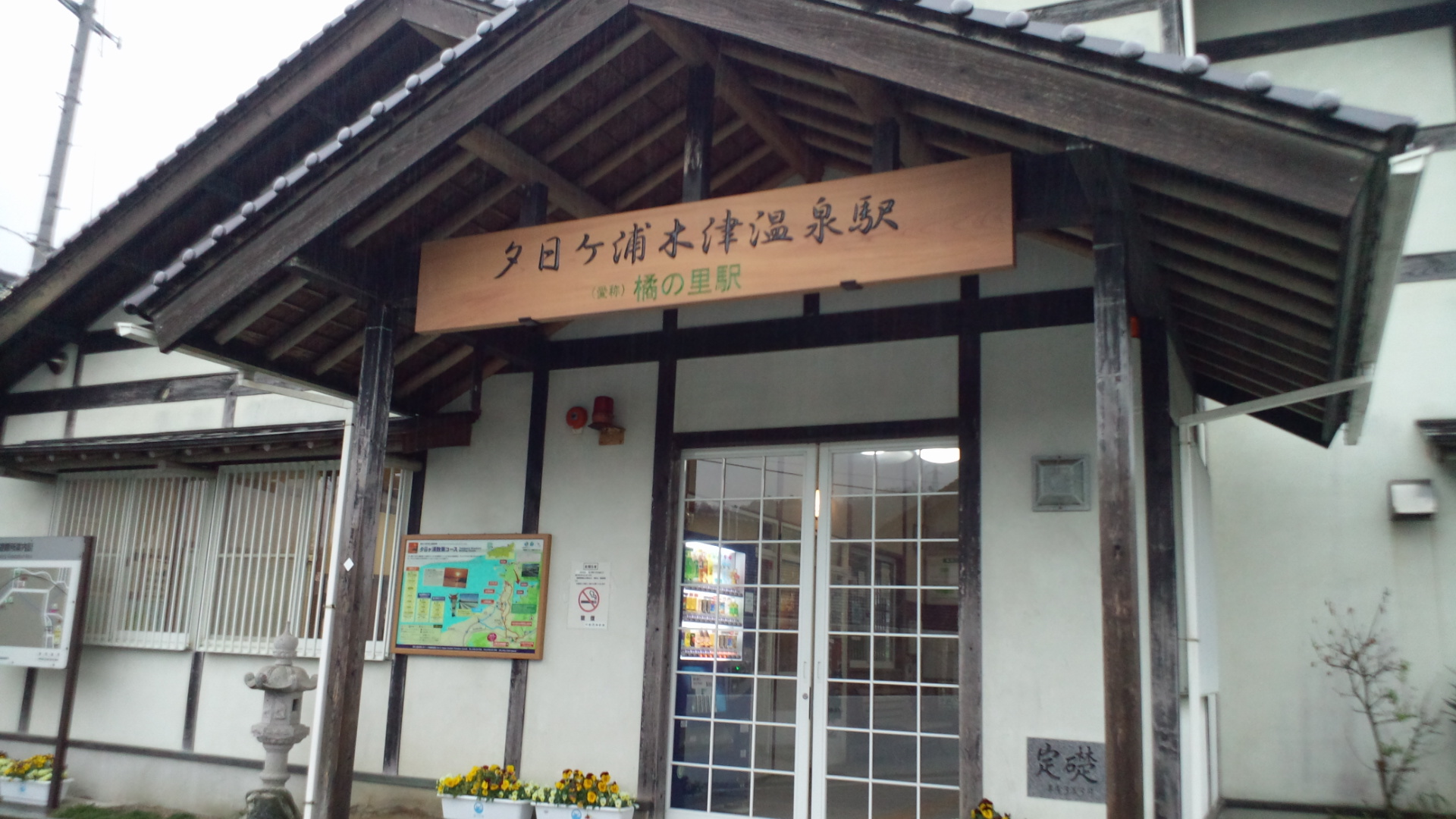
站名牌

## 車站周邊
- 國道178號（日语：国道178号）
- 木津溫泉（日语：木津温泉）
- 夕日浦溫泉（日语：夕日ヶ浦温泉）
- 濱詰海岸（日语：浜詰海岸）（夕日浦海岸）

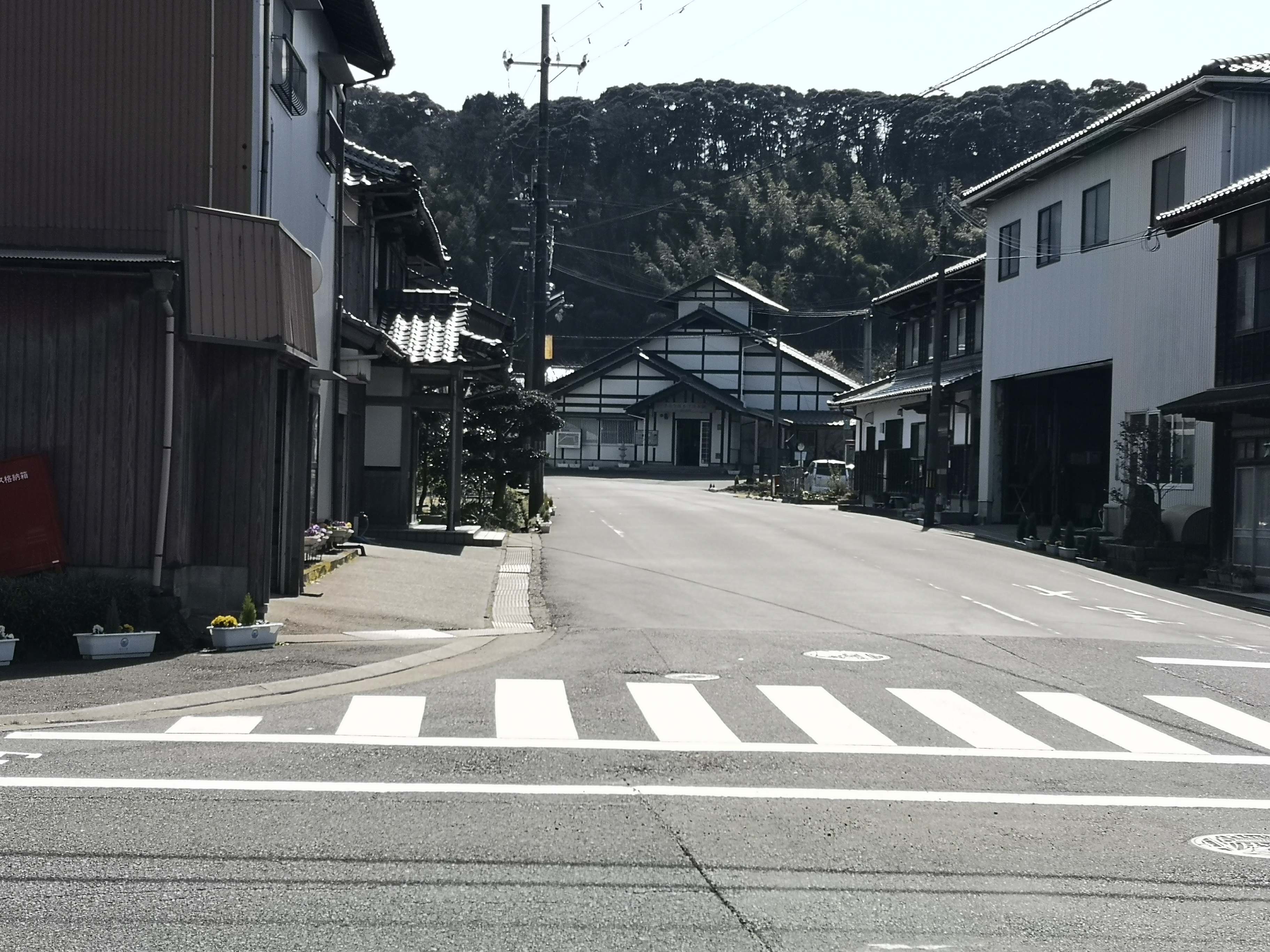
從國道178號望向夕日浦木津溫泉站車站大樓

- 上山 ‐ 於1847年隆起的小山丘（西北方500米）
- 京丹後市立橘小學
- 丹後木津郵局
- 京都北都信用金庫（日语：京都北都信用金庫）濱詰分店（乘坐丹海巴士（日语：丹海バス），於濱詰下車）

## 巴士路線
- 丹後海陸交通（在2003年一度廢止，在2009年10月1日復活）

## 使用狀況
在宮津線沿線上設有許多海灘，木津溫泉站也不例外。車站鄰近濱詰海灘（從此站可轉乘巴士或的士，乘坐5〜6分鐘），特急列車也停靠此站。
以下為近年1日平均乘車人次列表：
| 乘車人次變化 | 乘車人次變化    |
| 年度         | 1日平均乘車人次 |
| ------------ | --------------- |
| 1999         | 162             |
| 2000         | 156             |
| 2001         | 134             |
| 2002         | 151             |
| 2003         | 145             |
| 2004         | 132             |
| 2005         | 126             |
| 2006         | 123             |
| 2007         | 106             |
| 2008         | 124             |
| 2009         | 123             |
| 2010         | 152             |
| 2011         | 150             |
| 2012         | 140             |
| 2013         | 117             |
| 2014         | 126             |
| 2015         | 145             |
| 2016         | 118             |
| 2017         | 124             |
| 2018         | 104             |

## 相鄰車站
WILLER TRAINS（京都丹後鐵道）
宮豐線（宮津線）
- 特急「橋立」停車站

快速（包含「丹後路」）、普通
網野（T20）－夕日浦木津溫泉（T21）－小天橋（T22）

## 注腳
1. 1 2 3 4 5  曾根悟（監修）. 朝日新聞出版分冊百科編集部（編集） , 编. . 週刊朝日百科. 14号 神戸電鉄・能勢電鉄・北条鉄道・北近畿タンゴ鉄道. 朝日新聞出版. 2011-06-19: 27–28頁 （日语）.
2. ↑  . 京丹後市. 2014-06-20  [2015-11-30]. （原始内容存档于2015-12-08） （日语）.
3. ↑  京都府統計書（2005年前）
4. ↑  京丹後市統計書（2006年後）

## 外部連結
- 夕日浦木津溫泉站 （页面存档备份，存于）（日語） - 京都丹後鐵道
- 京丹後市觀光協會 網野町分部 （页面存档备份，存于）（日語）